# Cetus-Zwerggalaxie
Die Cetus-Zwerggalaxie ist eine sphäroidale Zwerggalaxie im Sternbild des Walfischs. Sie liegt in einer Entfernung von etwa 2,46 Millionen Lichtjahren von unserem Sonnensystem entfernt und ist eine der isoliertesten Galaxien der Lokalen Gruppe, einer Galaxiengruppe, zu deren Mitgliedern auch unsere Milchstraße zählt.

## Geschichte
Die Cetus-Zwerggalaxie wurde im Jahr 1999 durch Alan Whiting, George Hau und Mike Irwin entdeckt und als Mitglied der Lokalen Gruppe identifiziert.

## Eigenschaften
Es wurde bisher (Stand: 2000) keinerlei interstellares neutrales Wasserstoffgas innerhalb der Cetus-Zwerggalaxie entdeckt. Alle – erst seit Kurzem beobachtbaren – Sterne dieser Galaxie sind Rote Riesen.